# The Birthday Massacre
The Birthday Massacre je kanadská synth-rocková skupina, založená v Torontu roku 1999.

## Členové skupiny

### Současní členové
- Chibi – zpěv (1999 – současnost)
- Rainbow – rytmická kytara, programování, doprovodný zpěv (1999 – současnost)
- Michael Falcore – sólová kytara (1999 – současnost)
- Rhim – bicí (2003 – současnost)
- Owen – klávesy, keytar (2004 – současnost)
- Nate Manor – baskytara (2010 – současnost)

### Bývalí členové
- Aslan – baskytara (1999 – 2007)
- Dank – klávesy (2000 – 2001)
- Adm – klávesy (2002 – 2004)
- O.E. – baskytara, doprovodný zpěv (2007 – 2010), bicí (2001 – 2003)

## Diskografie

### Studiová alba
- 2002 – Nothing and Nowhere
- 2005 – Violet
- 2007 – Walking with Strangers
- 2010 – Pins and Needles
- 2012 – Hide and Seek
- 2014 – Superstition
- 2017 – Under Your Spell
- 2020 – Diamonds

### Koncertní alba
- 2009 – Show and Tell

### EP
- 2004 – Violet
- 2008 – Looking Glass
- 2011 - Imaginary Monsters

### DVD
- 2005 – Blue
- 2009 – Show and Tell